# Селга
«Се́лга» (латыш. Selga) — марка популярных в СССР портативных транзисторных радиоприёмников, производившихся на Рижском радиозаводе имени А. С. Попова и Кандавском радиозаводе с 1963 года до середины 1980-х годов.
Все модели под маркой «Селга» — супергетеродины с батарейным питанием для приёма передач с амплитудной модуляцией в диапазонах длинных и средних волн, с внутренней магнитной антенной на ферритовом стержне, со стандартной промежуточной частотой (ПЧ) — 465 кГц.
«Селга-402» (1970 год) — первый советский бытовой приёмник на кремниевых транзисторах.
Дизайн первых трёх моделей («Селга», «Селга-402», «Селга-403») разработал известный латвийский конструктор и дизайнер Адольф Ирбитис.

## Модельный ряд

### «Селга»

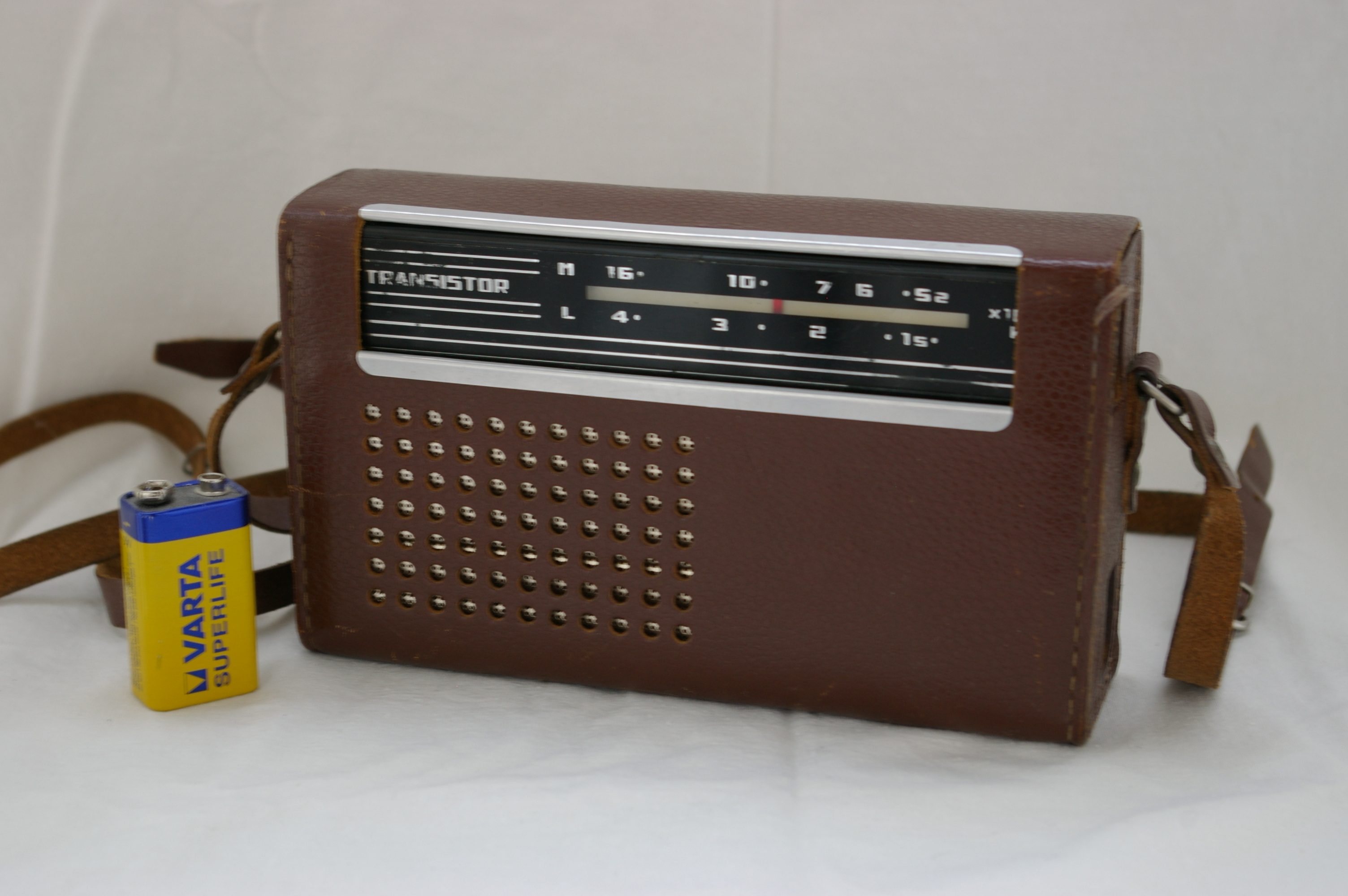
«Селга»

Приёмник IV класса выпускался с 1963 года взамен первого транзисторного приёмника Рижского радиозавода «Гауя». Схема на семи германиевых транзисторах, питание от 9-вольтовой батареи «Крона» или аккумуляторной батареи, номинальная выходная мощность — 100 мВт. Работоспособность сохраняется при снижении напряжения питания до 5,6 В. Время работы при средней громкости от «Кроны» — 20—25 часов. Размеры — 170×99×40 мм, масса — 480 г. Цена с «Кроной» — 34 рубля, с аккумулятором 7Д-0,1 и зарядным устройством — 43 руб.
«Селгу» выпускали в корпусах разных цветов, в нескольких вариантах внешнего оформления, в том числе «юбилейных» — к 25-летию Латвийской ССР, к 50-летию Советской власти и к 100-летию В. И. Ленина. Экспортные приёмники продавались под другими названиями, например, Convair 700.

### «Селга-402»

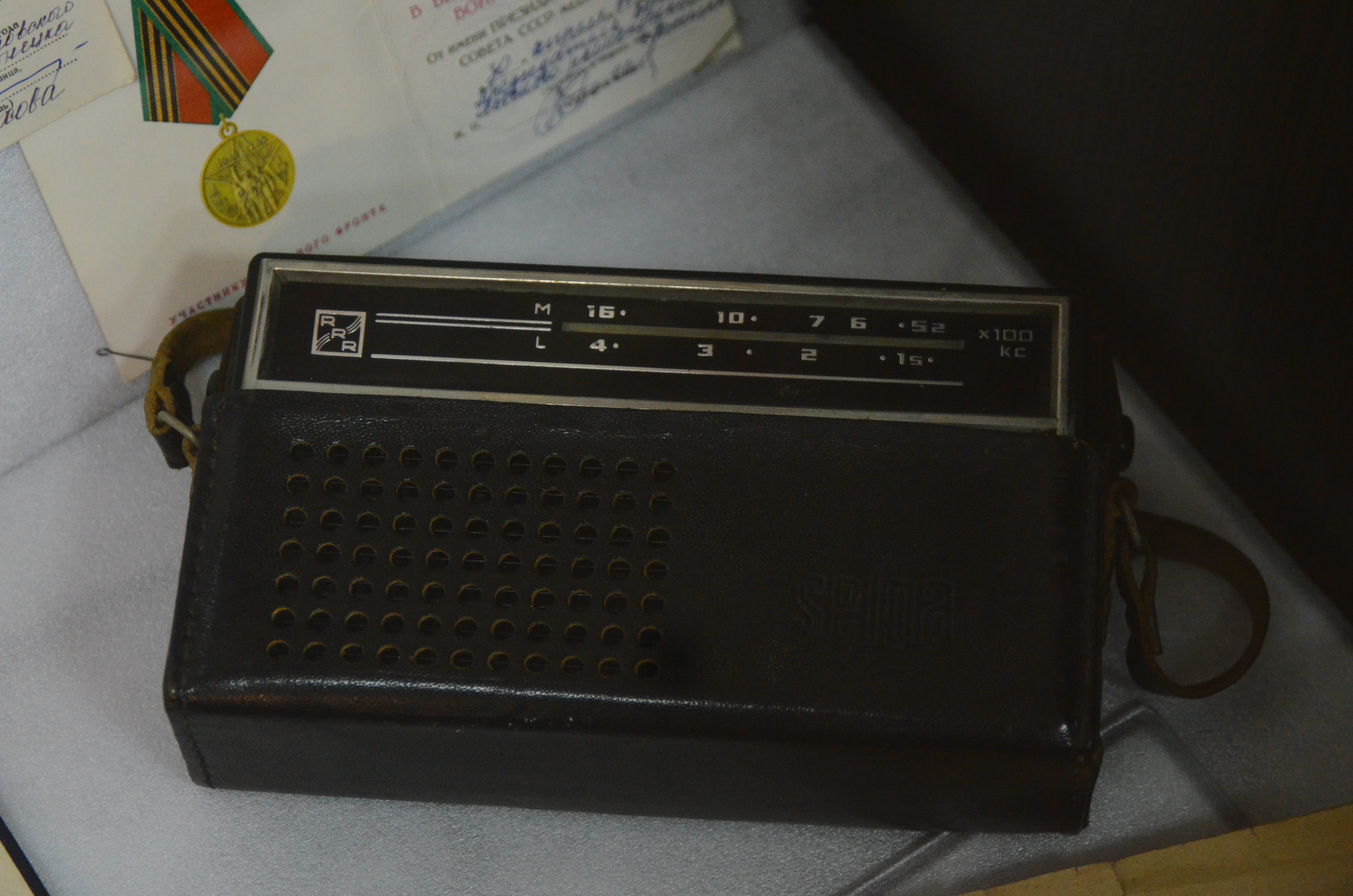
«Селга-402»

Модель 1970 года, первоначально называлась «Селга-2». От первой «Селги» отличается внешним оформлением и существенно изменённой схемотехникой. В тракте высокой и промежуточной частоты применены кремниевые транзисторы серии КТ315, иначе решён фильтр ПЧ и усилитель ПЧ. Указывалось, что эти изменения схемы позволят в будущем перевести её на гибридные микросхемы. Характеристики остались прежними, корпуса и платы первой и второй модели полностью взаимозаменяемы.

### «Селга-403»

«Селга-403»

Об этой модели объявлено в 1971 году, но, по всей видимости, она не выпускалась серийно. Приёмник собран на трёх транзисторах и одной интегральной схеме К2ЖА421 («Ритм-2»). Эта гибридная микросхема упоминается только в связи с «Селгой-403» и тоже, скорее всего, существовала только в опытных образцах. Выходная мощность приёмника повышена до 220 мВт. Питание от шести элементов 316. Размеры приёмника — 195×95×50 мм, масса — 650 г. Дизайн сильно отличается от первых моделей — введена круглая шкала вместо линейной. Вместо 403-й модели на конвейер вскоре поставили 404-ю — на обычных транзисторах.

### «Селга-404», «Селга-405»

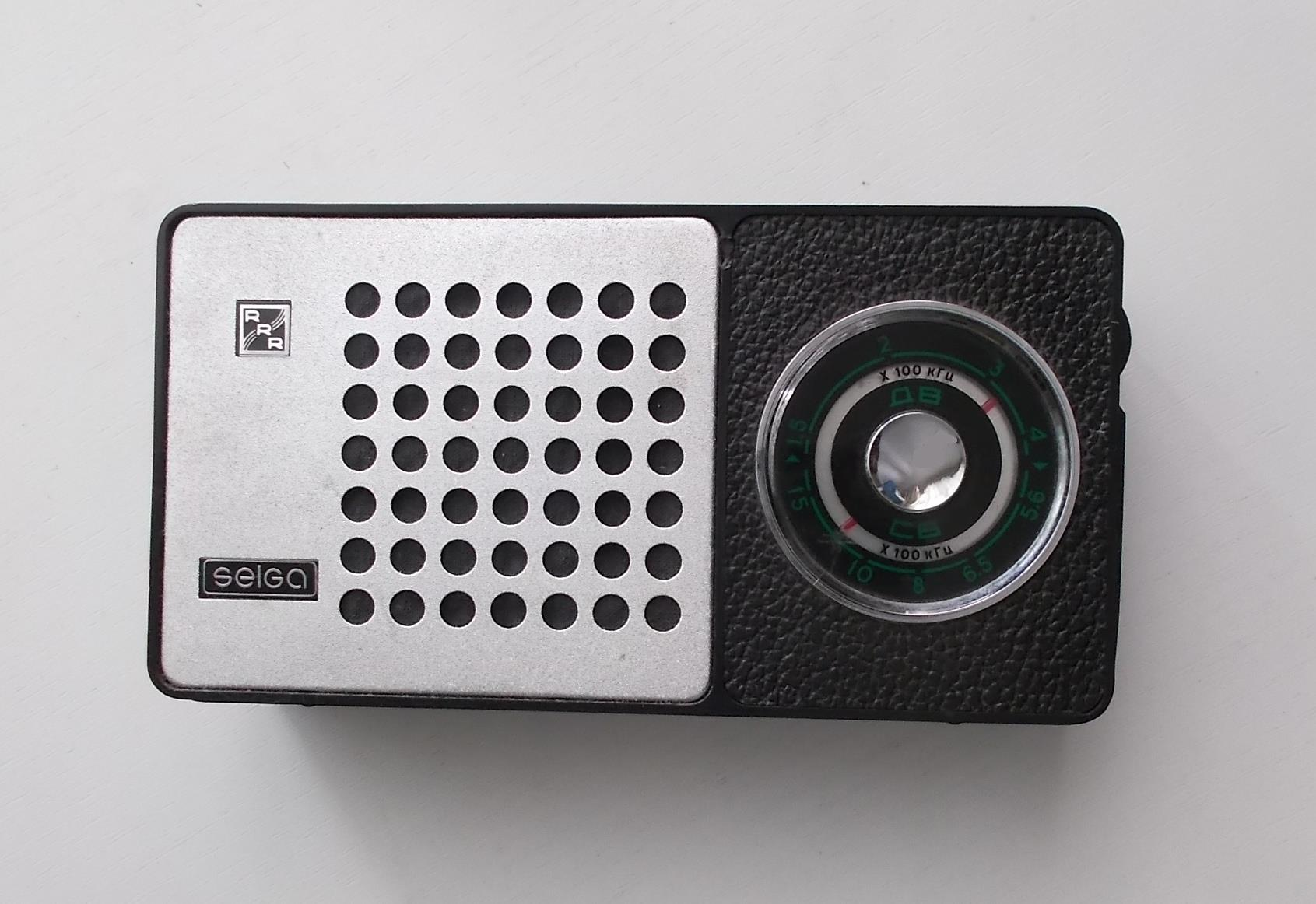
«Селга-404»

«Селга-405»

В 1973 году появилась модель «404», отличавшаяся от «402» увеличенной выходной мощностью, улучшенными чувствительностью и избирательностью, изменённым фильтром ПЧ, новым громкоговорителем и корпусом нового дизайна. В 1977 году немного изменили внешнюю отделку и переименовали приёмник в «Селгу-405». Питание от «Кроны», батареи аккумуляторов 7Д-0,1 или 6 элементов 316, размеры — 190×100×46 мм, масса — 0,7 кг. Цена модели «404» — 32 рубля 67 копеек, «405» — 29 рублей. Модели «404» и «405» выпускались в очень больших количествах («405» с 1977 по 1985 год — больше 7 млн штук).

### «Селга-410», «Селга-309», «Селга-310»

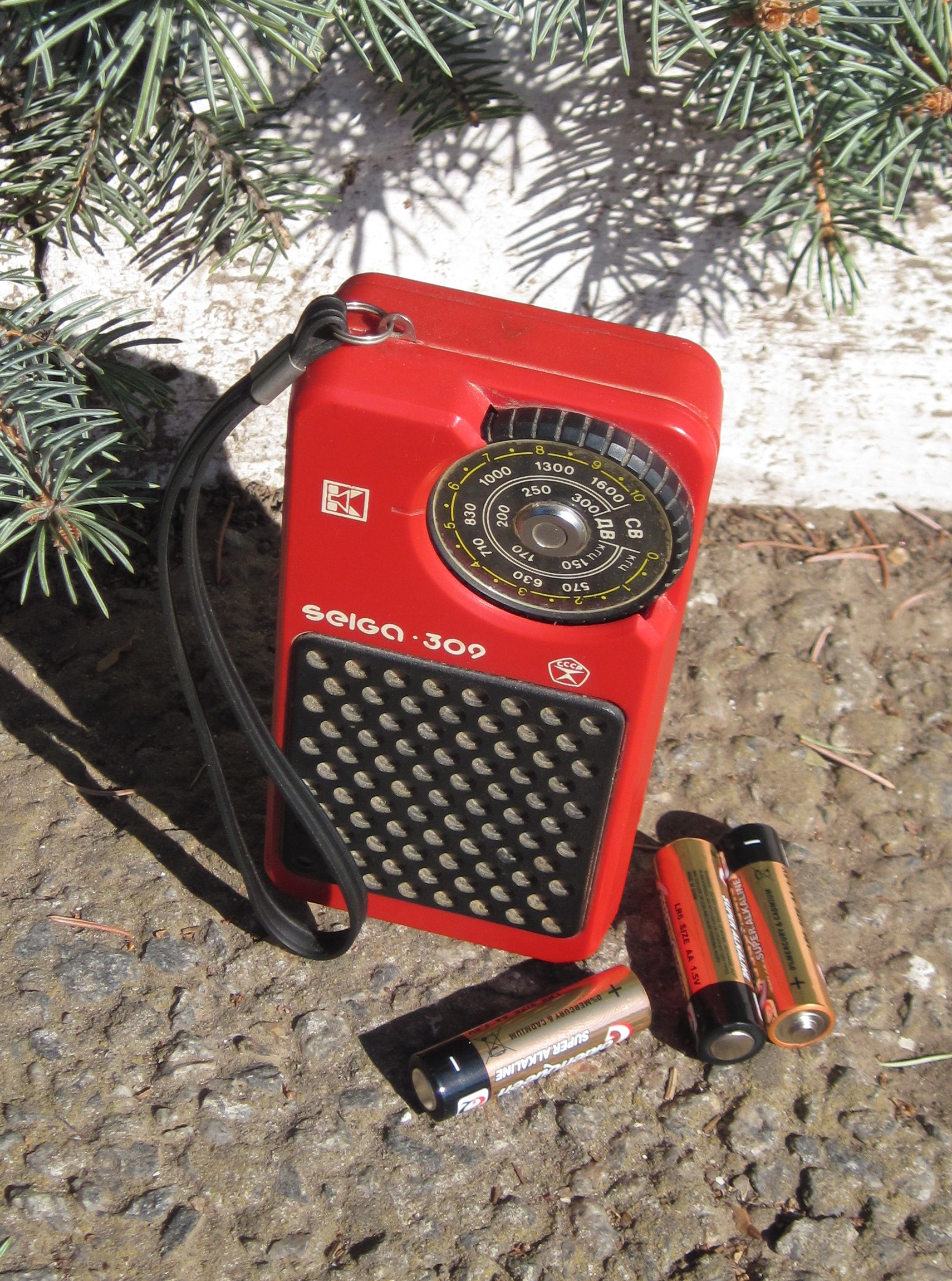
«Селга-309» Кандавского радиозавода

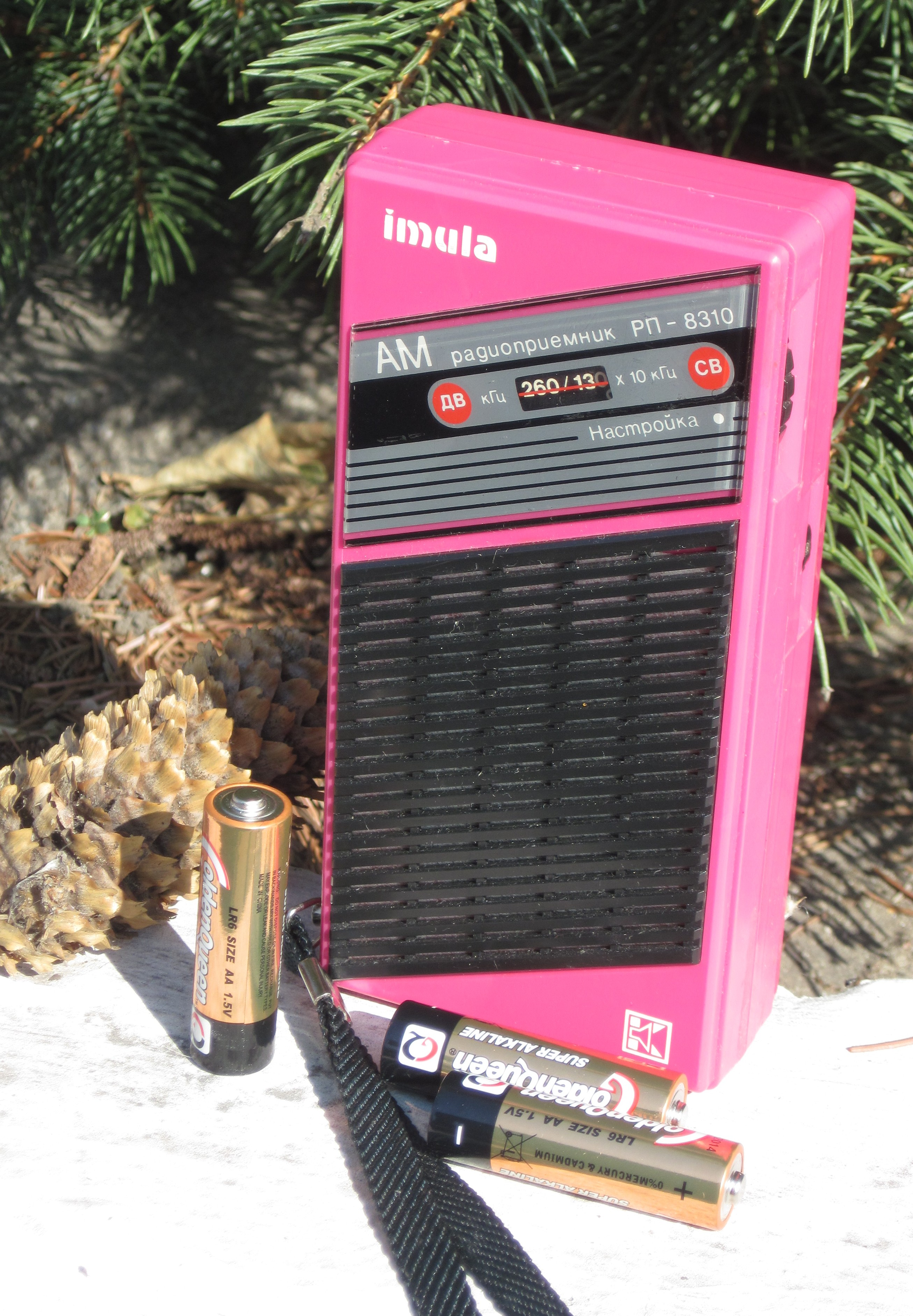
«Имула РП8310»

«Селга-410» — совершенно новый приёмник на многофункциональной микросхеме К174ХА10 и одном полевом транзисторе, разработанный на Рижском радиозаводе в 1983 году и выпущенный опытной серией. Массовое производство началось в 1985 году на Кандавском радиозаводе уже под названием «Селга-309» (по вступившему в силу стандарту ГОСТ 5651-82 этот приёмник относился уже не 4-му классу, а к 3-й группе сложности, что и отразилось в индексе). Был вариант этого приёмника и на дискретных транзисторах, видимо, из-за дефицита микросхем. Максимальная выходная мощность — 150 мВт. Габариты приёмника — 74×158×37 мм, масса с батареями — 340 г. Питание осуществляется от трёх элементов 316 общим напряжением 4,5 В. Розничная цена — 29 рублей.
Есть фото приёмника «Селга-310», отличающегося от «309» формой корпуса и шкалы, но данных о его серийном производстве нет. 
С 1986 года Кандавский радиозавод выпускал приёмник «Имула РП-8310», отличавшийся от «Селги-309» на микросхеме только дизайном корпуса. Экспортный вариант «Имулы» известен под названием «Selga R-8310»